# Đặng Xuân Khang
Đặng Xuân Khang là phó giáo sư, tiến sĩ, Thiếu tướng Công an nhân dân Việt Nam. Ông hiện giữ chức vụ Phó Giám đốc Học viện Cảnh sát nhân dân, nguyên Chánh Văn phòng Interpol Việt Nam (2009-2013).

## Xuất thân
Đặng Xuân Khang là con trai trưởng của Đại tá Công an Đặng Cân.
Đặng Cân sinh ra và lớn lên tại xóm Lê Lợi, xã Phương Thịnh, huyện Tam Nông, tỉnh Phú Thọ. Ông tham gia cách mạng và từng giữ nhiều chức vụ trong ngành công an như Trưởng khoa Luật Trường Đại học An ninh nhân dân, Phó Hiệu trưởng Trường Đại học An ninh nhân dân ở Suối Hai, Ba Vì, Hà Tây; Cục trưởng Cục Tham mưu Cảnh sát, Vụ trưởng Vụ Pháp chế, Bộ Công an Việt Nam.
Thân mẫu của Đặng Xuân Khang từng là học viên trường Trung cấp Y tỉnh Phú Thọ. Sau khi cưới nhau và có con, bà về làm công tác y tế ở Trường Đại học An ninh nhân dân. Cả gia đình sinh sống ở nhà tập thể cấp bốn trước cổng trường Công an C500.
Đặng Xuân Khang còn có hai em trai, em kế tên là Đặng Quang Khánh, em út tên là Đặng Trung Dũng (sinh năm 1971). Cả hai em trai ông đều tốt nghiệp Đại học Cảnh sát. Đặng Trung Dũng năm 2011 là Phó trưởng phòng, công tác tại Tổng cục Quản lý hành chính về Trật tự An toàn xã hội, Bộ Công an.

## Giáo dục
Tốt nghiệp trung học phổ thông, Đặng Xuân Khang thi đỗ Trường Cao đẳng Ngoại ngữ thuộc Bộ Nội vụ (nay là Bộ Công an Việt Nam).
Sau này, ông du học Hungary học thêm khóa đào tạo tiếng Anh hai năm dành cho sĩ quan cảnh sát.
Ngày 22 tháng 10 năm 2015, ông được Hội đồng chức danh Giáo sư Nhà nước Việt Nam công nhận đạt tiêu chuẩn chức danh Phó giáo sư ngành khoa học an ninh (theo Quyết định số 46/QĐ-HĐCDGSNN ngày 22/10/2015 của Chủ tịch Hội đồng chức danh Giáo sư Nhà nước). Ngày 12 tháng 11 năm 2015, ông được Giám đốc Học viện Cảnh sát nhân dân bổ nhiệm chức danh Phó giáo sư.

## Sự nghiệp
Sau khi tốt nghiệp cao đẳng Ngoại ngữ thuộc Bộ Nội vụ, ông được phân công công tác tại Công an thành phố Hà Nội.
Sau khi công tác một năm ở Công an thành phố Hà Nội, cha mẹ Đặng Xuân Khang xin chuyển ông về làm giảng viên khoa Ngoại ngữ trường Đại học Cảnh sát nhân dân.
Sau khi du học 2 năm ngành tiếng Anh cho sĩ quan cảnh sát tại Hunggari trở về, ông tiếp tục giảng dạy gần 10 năm tại Học viện Cảnh sát nhân dân.
Sau đó, khi Interpol Việt Nam thành lập, Bộ Công an tuyển những cán bộ công an giỏi tiếng Anh, Đặng Xuân Khang đã tham gia ứng tuyển và trúng tuyển. Lúc này ông mang quân hàm Đại úy. Với năng khiếu tiếng Anh, ông đã tháp tùng nhiều cán bộ cấp cao của Bộ Công an Việt Nam đi dự Đại hội đồng Interpol quốc tế.
Từ năm 2009 đến năm 2013, Đặng Xuân Khang là Đại tá Công an nhân dân Việt Nam, Chánh Văn phòng Interpol Việt Nam.
Năm 2009, Đại tá Đặng Xuân Khang, Chánh Văn phòng Interpol, Tổng cục Cảnh sát, Bộ Công an, được Thủ tướng Chính phủ tặng Bằng khen.
Ngày 11 tháng 4 năm 2013, Đại tá, Tiến sĩ Đặng Xuân Khang, Chánh Văn phòng Interpol Việt Nam, được trao quyết định của Bộ trưởng Bộ Công an điều động giữ chức vụ Phó Giám đốc Học viện Cảnh sát nhân dân.
Từ tháng 11 năm 2014, Đặng Xuân Khang là Thiếu tướng, Tiến sĩ, Phó Giám đốc Học viện Cảnh sát nhân dân, Tổng biên tập Cổng thông tin điện tử Học viện Cảnh sát nhân dân.
Năm 2019, Đặng Xuân Khang là Phó giáo sư, Tiến sĩ, Phó Giám đốc Học viện Cảnh sát nhân dân.

## Gia đình
Đặng Xuân Khang kết hôn với bà Nguyễn Thị Kim Oanh. Năm 2011, bà Oanh là Thượng tá, Phó trưởng phòng tại Học viện Cảnh sát nhân dân. Hai ông bà có hai con trai đều theo ngành công an. Con trai trưởng Đặng Xuân Thái năm 2015 là Trung úy, cán bộ Cục Cảnh sát điều tra tội phạm về trật tự quản lý kinh tế và chức vụ. Hiện đang làm đội trưởng đội quản lý thanh tra tại uỷ ban an toàn giao thông. Con trai thứ hai tên là Đặng Hà, sinh viên của Học viện Cảnh sát nhân dân và Học viện Cảnh sát Volgograd (Liên bang Nga).